# Ludmila Müllerová
Ludmila Müllerová (* 27. září 1954 Lanškroun) je česká politička, od listopadu 2012 do července 2013 ministryně práce a sociálních věcí Nečasovy vlády a bývalá senátorka za obvod č. 46 – Ústí nad Orlicí v letech 2004–2010, místostarostka městyse Dolní Čermná a místopředsedkyně TOP 09. Na přelomu 20. a 21. století poslankyně Poslanecké sněmovny za KDU-ČSL.

## Vzdělání, profese a rodina
Po maturitě na lanškrounském gymnáziu absolvovala nástavbové studium na Střední ekonomické škole v Tišnově (1974–1976), poté vystudovala na Vysoké škole zemědělské v Brně provozně ekonomickou fakultu (1987–1991).
Po univerzitním studiu pracovala v administrativních a ekonomických funkcích v několika státních podnicích. Od roku 1991 podnikala v ekonomice a účetnictví, v letech 1994 až 1998 působila v nemocnici v Bruntálu.
Je vdaná, má dvě dcery, Kateřinu a Martinu.

## Politická kariéra
Ve volbách v roce 1998 byla zvolena do Poslanecké sněmovny PČR za KDU-ČSL (volební obvod Severomoravský kraj). Byl členkou sněmovního výboru pro sociální politiku a zdravotnictví. V parlamentu setrvala do voleb v roce 2002. V roce 2000 žádala policie sněmovnu o povolení jejího stíhání pro podezření z krácení daně, poslanci ji však odmítli vydat.
V letech 2002 až 2004 pracovala na Ministerstvu práce a sociálních věcí jako náměstkyně ministra zodpovědná za oblast sociální politiky. Angažovala se i v místní politice. V komunálních volbách roku 2006 a komunálních volbách roku 2010 byla zvolena do zastupitelstva městyse Dolní Čermná, v roce 2006 ještě jako členka KDU-ČSL, v následných volbách již coby členka TOP 09. Od roku 2006 byla místostarostkou Dolní Čermné.
V senátních volbách roku 2004 byla zvolena senátorkou za senátní obvod č. 46 – Ústí nad Orlicí (stále jako členka KDU-ČSL), když ji v prvním kole sice porazil občanský demokrat Jiří Čepelka 36,63 % ku 26,85 % hlasů, ale ve druhém kole situaci zvrátila a vyhrála těsným rozdílem 50,15 % všech platných hlasů. V senátu zastávala funkci místopředsedkyně Výboru pro územní rozvoj, veřejnou správu a životní prostředí a byla členkou Mandátového a imunitního výboru.
10. června 2009 ukončila své členství v KDU-ČSL, kde působila od roku 1991, a vstoupila do nové strany TOP 09. Na sněmu byla zvolena místopředsedkyní strany.
V senátních volbách roku 2010 mandát senátorky neobhájila, když se ziskem 18,29 % hlasů obsadila v prvním kole až 3. místo. Následně působila jako poradkyně ministra práce a sociálních věcí Jaromíra Drábka. 16. listopadu 2012 byla po Drábkově rezignaci jmenována ministryní práce a sociálních věcí.